# Браун, Иан
И́ан Джордж Бра́ун (англ. Ian George Brown, род. 20 февраля 1963, Уоррингтон , Англия) — британский рок-музыкант, больше всего известный как фронтмен группы The Stone Roses. Сейчас он — успешный сольный артист, выпустивший семь студийных альбомов, из которых только один не попал в топ-10 UK Albums Chart. Его последний альбом Ripples вышел 1 февраля 2019 года, спустя 10 лет после предыдущего альбома.

## Биография
Браун родился 20 февраля 1963 года в Уоррингтоне. Его отец Джордж работал столяром, а мать Джин — секретарём на бумажной фабрике. Когда Йен был ребёнком, его семья переехала в Тимперли (Большой Манчестер), где он и вырос вместе с братом и сестрой. Он увлекался каратэ и восхищался Мохаммедом Али, Брюсом Ли и Джорджем Бестом. Интерес к музыке у него появился благодаря первым панк-группам того времени — Sex Pistols, The Clash (Браун присутствовал при записи песни «Bankrobber» на сессии The Clash в Манчестере в 1980 году). В 1983 году он присоединился к группе The Patrol, в качестве бас-гитариста, а когда она распалась, стал (в 1984 году) вокалистом The Stone Roses.

## Интересные факты
- Пятый сольный сингл Брауна Dolphins Were Monkeys был вдохновлен визитом в Британский музей естествознания. Согласно его теории, дельфины действительно произошли от приматов.
- Браун убежден, что в годы Второй мировой войны икона растафарианства эфиопский император Хайле Селассие захоронил Ковчег завета в подвале одной из британских церквей в 20 милях от Гриннока.
- Браун ненавидит рок-звезд и общается в основном с простыми людьми. Он по-прежнему берет билеты только в сектор стоячих мест, когда идет болеть за «Манчестер Юнайтед».
- Брауна уважают все преступные группировки Манчестера: ему постоянно предлагают бесплатные наркотики, автоматы Калашникова и однажды даже пытались подарить танк. И все — исключительно за то, что сохранил близость к народу.
- После успеха первого альбома Браун раздал около 30 тысяч фунтов — группам помощи бездомным, Армии Спасения, хостелам и детским домам.
- Во время разгара профсоюзной борьбы шахтёров в 1980-е годы Браун был членом вначале Социалистической рабочей, а затем — Рабочей революционной партии[5].
- В 1998 году Брауна обвинили в гомофобии: он заявил, что именно гомосексуализм явился причиной насилия в истории, приведя в пример Грецию, Рим и нацистскую Германию. В действительности он имел в виду — что вожди этих культур так притесняли геев именно потому, что сами и были скрытыми гомосексуалистами. Он получил письмо поддержки от профессора из Ньюкасла, в котором тот подтверждал, что в историческом смысле Браун был совершенно прав.
- В 1998 году за дебош на борту самолета Брауна приговорили к двум месяцам в Стрэйнджвэйз, самой известной из манчестерских тюрем. Он утверждает, что «…там наркоты видел больше, чем в Хасиенде».
- В тюрьме он притворился мусульманином. «Это был единственный способ получить куриное мясо. В противном случае тебе приносили пирожки, а там — неизвестно ведь, что в них».[6]

## Дискография
- 1998 — Unfinished Monkey Business
- 1999 — Golden Greats[англ.]
- 2001 — Music Of The Spheres
- 2004 — Solarized[англ.]
- 2005 — The Greatest
- 2007 — The World Is Yours
- 2009 — My Way
- 2019 — Ripples